# Laguna Seca (Texas)
Laguna Seca és una concentració de població designada pel cens dels Estats Units a l'estat de Texas. Segons el cens del 2000 tenia 251 habitants.

## Demografia
Segons el cens del 2000, Laguna Seca tenia 251 habitants, 68 habitatges, i 62 famílies. La densitat de població era de 43,1 habitants/km².
Dels 68 habitatges en un 36,8% hi vivien nens de menys de 18 anys, en un 67,6% hi vivien parelles casades, en un 17,6% dones solteres, i en un 7,4% no eren unitats familiars. En el 4,4% dels habitatges hi vivien persones soles l'1,5% de les quals corresponia a persones de 65 anys o més que vivien soles. El nombre mitjà de persones vivint en cada habitatge era de 3,69 i el nombre mitjà de persones que vivien en cada família era de 3,84.
Per edats la població es repartia de la següent manera: un 34,3% tenia menys de 18 anys, un 7,2% entre 18 i 24, un 27,1% entre 25 i 44, un 18,3% de 45 a 60 i un 13,1% 65 anys o més.
L'edat mediana era de 30 anys. Per cada 100 dones de 18 o més anys hi havia 98,8 homes.
La renda mediana per habitatge era de 29.063 $ i la renda mediana per família de 30.000 $. Els homes tenien una renda mediana de 28.750 $ mentre que les dones 20.250 $. La renda per capita de la població era de 9.282 $. Aproximadament el 26,1% de les famílies i el 37,1% de la població estaven per davall del llindar de pobresa.

## Poblacions més properes
El següent diagrama mostra les poblacions més properes.